# Arenostola zerny
Arenostola zerny är en fjärilsart som beskrevs av Leo Schwingenschuss 1935. Arenostola zerny ingår i släktet Arenostola och familjen nattflyn. Inga underarter finns listade i Catalogue of Life.